# Erbaio
L'erbaio è un tipo di coltura foraggera di rapido sviluppo (durata massima uguale o inferiore ad un anno) per la produzione di erba destinata all'alimentazione del bestiame.
Gli erbai vengono coltivati per lo più con il fine di aumentare in maniera sensibile la disponibilità di foraggio. Talvolta la coltura dell'erbaio può servire come fertilizzante per una successiva coltura, come un frutteto, quando viene interrato senza essere raccolto. Ad esempio possono essere interrati durante l'inverno erbai di leguminose per fornire un apporto di azoto al terreno. Questa pratica viene anche definita tecnica del "sovescio".

## Descrizione
Gli erbai si definiscono "intercalari" in quanto occupano del terreno che resta libero periodicamente durante l'anno dalle colture principali e sono per questo costituiti da specie foraggere a rapido sviluppo. Si possono, quindi, classificare in erbai primaverili, estivi, autunnali o autunno-invernali. Nei casi in cui è minore la possibilità di pascolo a causa di una scarsa diffusione di prati (naturali o artificiali), la pratica dell'erbaio diventa lo strumento principale per la produzione di foraggio e di fieno.
Gli erbai vengono coltivati per lo più con specie leguminose, graminacee o crucifere:
- loiessa
- trifoglio incarnato
- cicerchia
- favetta
- lupino
- veccia
- pisello
- avena
- orzo
- segale
- mais
- miglio
- sorgo
- colza
- ravizzone
- senape
- rapa
- cavolo da foraggio
- grano saraceno

Esse possono venire mescolate al fine di formare erbai misti che offrono un valore alimentare superiore o per sfruttare determinate qualità delle singole specie, come ad esempio la proprietà delle radici delle leguminose che tendono a penetrare in profondità nel terreno in maniera maggiore rispetto alle graminacee e queste ultime, a loro volta, hanno il vantaggio di sapersi adattare meglio alle temperature rigide.
- per gli erbai primaverili, avena-veccia-pisello
- per gli erbai estivi, veccia-pisello-mais
- per gli erbai autunno-invernali, avena-favetta, trifoglio incarnato-veccia-loiessa